# عامر مبارك
عامر مبارك (مواليد 28 ديسمبر 1987) لاعب كرة قدم إماراتي دولي يجيد اللعب في الوسط.
كانت بداياته مع النصر وبعدها انتقل إلى الأهلي عام 2011 وعاد إلى النصر عام 2014 و أعير إلى نادي بني ياس مطلع عام 2020 و انتقل إلى نادي خورفكان في صيف 2020 و لعب معهم لمدة 3 سنوات. وقد مثل منتخب الإمارات في كأسي آسيا 2007 و2011.

## مسيرته الكروية
لعب عامر مبارك خلال مسيرته الاحترافية مع نادِ واحدٍ في تسعة مواسم وسجل خلالها 15 هدفًا ضمن 44 مباراة. حيث فاز في موسم واحد بالكأس وفي أربعة مواسم بالدوري.

## روابط خارجية
- عامر مبارك على موقع قاعدة بيانات كرة القدم.إي يو (الإنجليزية)
- عامر مبارك على موقع ناشيونال فوتبول تيمز (الإنجليزية)
- عامر مبارك على موقع Soccerway.com (الإنجليزية)